# Меас Кхенг
Меас Кхенг (англ. Meas Kheng, 28 марта 1946) — камбоджийская легкоатлетка, выступавшая в беге на короткие дистанции. Участвовала в летних Олимпийских играх 1972 года. Первая женщина, представлявшая Камбоджу на Олимпийских играх.

## Биография
Меас Кхенг родилась 28 марта 1946 года.
В 1972 году вошла в состав сборной Кхмерской Республики на летних Олимпийских играх в Мюнхене. Выступала в двух дисциплинах легкоатлетической программы. В беге на 100 метров заняла последнее, 7-е место в предварительном забеге с результатом 12,72 секунды. В беге на 200 метров также стала 7-й среди семи участников предварительного забега (25,86).
Меас стала первой женщиной, представлявшей Камбоджу на Олимпийских играх.

## Личные рекорды
- Бег на 100 метров — 12,0 (1968)[1]
- Бег на 200 метров — 24,5 (1972)[1]